# آواز قو

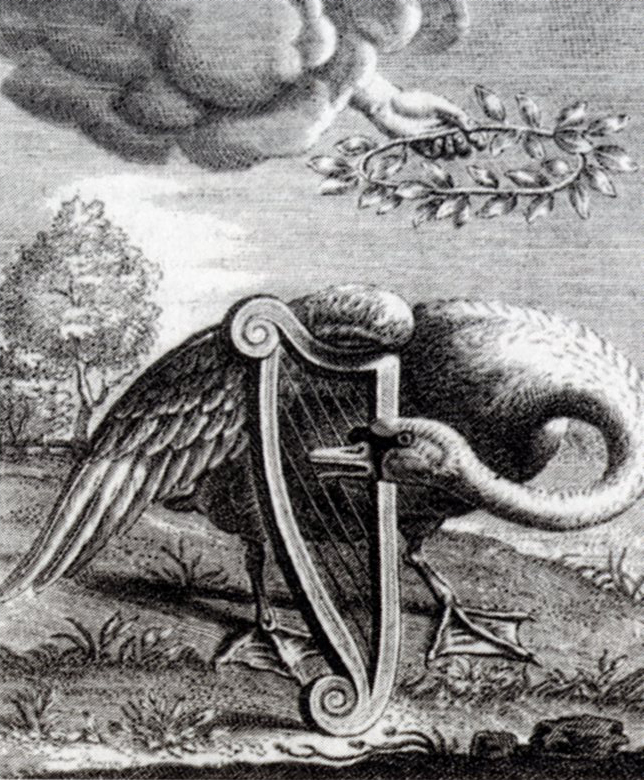
قوی آوازخوان (۱۶۵۵) اثر رینیر ون پرسین

آواز قو (به انگلیسی: Swan song) عبارتی استعاری برای آخرین ژست، تلاش یا اجرای درست قبل از مرگ یا بازنشستگی است. این عبارت به یک باور باستانی اشاره دارد که قوها درست قبل از مرگشان آواز زیبایی می‌خوانند، زیرا بیشتر عمرشان ساکت بوده‌اند. این عقیده که اساس آن مدت‌ها مورد بحث بوده‌است، در یونان باستان در قرن سوم قبل از میلاد ضرب‌المثل شده بود و در شعر و هنر غربی بعدی بارها تکرار شد. قوها در طول زندگی خود صداهای مختلفی را یادمی‌گیرند. صداهای آن‌ها در طول مراسم جفت‌یابی متمایزتر است و با مرگ مرتبط نیست. در اساطیر یونانی، قو پرنده‌ای بود که به آپولون تقدیم می‌شد و به همین دلیل نمادی از هماهنگی و زیبایی در نظر گرفته می‌شد و توانایی‌های محدود آن به عنوان خواننده به توانایی‌های پرندگان آوازخوان تعالی پیدا می‌کرد.
در نوشتار رومیان و یونانیان همچنین به آواز قو در هنگام مرگش توجه شده‌است. ارسطو نخستین اشارات به این آواز قوها را داشته. در حکایت‌های ازوپ قویی در پاسخ به پرسش رهگذری که از او دلیل نغمه‌سرایی‌اش پیش از مرگ را می‌دهد، می‌گوید که او از آن رو آواز می‌خواند که «به زودی به جایی خواهم رفت که دیگر نه دشمنی دارم، نه شکارچی به سراغم می‌آید، و نه گرسنگی را تجربه خواهم کرد.» بنا به گفتهٔ افلاطون، سقراط نیز بر این باور بود که قوی در حال مرگ، زیبایی‌های بهشت را در نغمه‌اش پیش‌بینی می‌کند. رابطهٔ قو با جهان پس از مرگ و دانش آن‌ها از آن‌که پس از مرگ چه در پیش است تا آنجا پیش رفت که باوری شکل گرفت که در آن تصور می‌شد روح همهٔ شاعران بزرگ در بدن قوها ظهور پیدا می‌کند.